# Championnat de Libye de football 2022-2023
Navigation
Saison précédente Saison suivante
La saison 2022-2023 du Championnat de Libye de football est la cinquantième édition du championnat de première division libyenne. Vingt clubs prennent part au championnat organisé par la fédération. Les équipes sont réparties en deux poules de dix où elles rencontrent leurs adversaires deux fois au cours de la saison. À l'issue du premier tour, les trois premiers de chaque groupe s'affrontent pour déterminer les qualifiés pour la Ligue des champions et pour la Coupe de la confédération et le champion de Libye. À la fin des rencontres des poules, les  derniers de chaque poule sont relégués, les avant-derniers disputent un barrage de maintien contre un club de deuxième division.

## Déroulement de la saison
Initialement prévu pour démarrer le 15 septembre 2022, le championnat commence finalement le 19 octobre 2022.

## Clubs participants
- Al Madina
- Al Hilal Benghazi
- Al Tahaddy Benghazi
- Al Shat Tripoli
- Al Olympic Zaouia
- Asswehly Sports Club
- Al Nasr Benghazi
- Al Ahly Benghazi SC
- Al Ahly Tripoli
- Alakhdhar SC
- Al-Ittihad Tripoli
- Al Sadaqa
- Darnes Darnah
- Abu Salem SC
- Al Mahalla
- Shabab Al-Jabal
- Al-Ta'awon
- Al-Ittihad Misrata
- Asarya SC - promu de D2
- Al-Soukour - promu de D2

## Compétition
L'ensemble des classements utilise le barème suivant :
- Victoire : 3 points
- Match nul : 1 point
- Défaite : 0 point

### Première phase
| Rang | Équipe              | Pts  | J  | G | N  | P  | Bp | Bc | Diff |
| ---- | ------------------- | ---- | -- | - | -- | -- | -- | -- | ---- |
| 1    | Al Ahly Benghazi SC | 33   | 18 | 8 | 9  | 1  | 26 | 16 | +10  |
| 2    | Al Nasr Benghazi    | 30   | 18 | 7 | 9  | 2  | 20 | 15 | +5   |
| 3    | Al Hilal Benghazi   | 29   | 18 | 8 | 5  | 5  | 23 | 16 | +7   |
| 4    | Alakhdhar SC        | 26   | 18 | 7 | 5  | 6  | 23 | 19 | +4   |
| 5    | Darnes Darnah       | 24-3 | 18 | 7 | 6  | 5  | 20 | 17 | +3   |
| 6    | Al-Ta'awon          | 24   | 18 | 5 | 9  | 4  | 21 | 21 | 0    |
| 7    | Al-Sadaqa           | 23   | 18 | 4 | 11 | 3  | 16 | 18 | -2   |
| 8    | Al-Soukour P        | 20   | 18 | 4 | 8  | 6  | 17 | 22 | -5   |
| 9    | Al Tahaddy Benghazi | 14   | 18 | 2 | 8  | 8  | 12 | 20 | -8   |
| 10   | Shabab Al-Jabal     | 4-3  | 18 | 4 | 1  | 13 | 10 | 24 | -14  |

| Rang | Équipe               | Pts  | J  | G  | N  | P | Bp | Bc | Diff |
| ---- | -------------------- | ---- | -- | -- | -- | - | -- | -- | ---- |
| 1    | Al-Ittihad Tripoli T | 35-3 | 18 | 11 | 5  | 2 | 18 | 6  | +12  |
| 2    | Al Ahly Tripoli      | 32   | 18 | 8  | 8  | 2 | 24 | 11 | +13  |
| 3    | Abu Salem            | 32   | 18 | 8  | 8  | 2 | 16 | 8  | +8   |
| 4    | Al Olympic Zaouia    | 25   | 18 | 6  | 7  | 5 | 24 | 17 | +7   |
| 5    | Asswehly Sports Club | 24   | 18 | 6  | 6  | 6 | 19 | 20 | -1   |
| 6    | Asarya SC P          | 16   | 18 | 2  | 10 | 6 | 16 | 27 | -11  |
| 7    | Al-Khums             | 15-3 | 18 | 4  | 6  | 8 | 11 | 18 | -7   |
| 8    | Al Madina            | 13-3 | 17 | 2  | 10 | 5 | 13 | 19 | -6   |
| 9    | Al-Ittihad Misrata   | 12-3 | 18 | 2  | 9  | 7 | 12 | 16 | -4   |
| 10   | Al Mahalla           | 9-3  | 17 | 1  | 9  | 7 | 11 | 22 | -11  |

- Les clubs à la 9e place rencontrent chacun un club de deuxième division pour tenter de se maintenir.

### Phase finale
Les trois premiers de poule se rencontrent dans un play-off pour déterminer le champion, les matchs se déroulent en Tunisie.
| Rang | Équipe              | Pts | J | G | N | P | Bp | Bc | Diff |
| ---- | ------------------- | --- | - | - | - | - | -- | -- | ---- |
| 1    | Al Ahly Tripoli     | 13  | 5 | 4 | 1 | 0 | 10 | 2  | +8   |
| 2    | Al Ahly Benghazi SC | 9   | 5 | 3 | 0 | 2 | 6  | 7  | -1   |
| 3    | Al Hilal Benghazi   | 6   | 5 | 1 | 3 | 1 | 3  | 3  | 0    |
| 4    | Abu Salem           | 5   | 5 | 1 | 2 | 2 | 5  | 7  | -2   |
| 5    | Al Nasr Benghazi    | 4   | 5 | 1 | 1 | 3 | 4  | 6  | -2   |
| 6    | Al-Ittihad Tripoli  | 3   | 5 | 0 | 3 | 2 | 4  | 7  | -3   |

## Bilan de la saison
| Championnat de Libye de football 2022-2023 |                             |
| Champion                                   | Al Ahly Tripoli (14e titre) |
| Qualifications continentales               |                             |
| Ligue des champions de la CAF 2023-2024    | Al Ahly Tripoli             |
| Ligue des champions de la CAF 2023-2024    | Al Ahly Benghazi SC         |
| Coupe de la confédération 2023-2024        | Al Hilal Benghazi           |
| Promotions et relégations                  |                             |
| Promus en Premier League                   |                             |
| Relégués en Second Division                | Al Mahalla                  |
| Relégués en Second Division                | Shabab Al-Jabal             |